# Konstadínos Douvalídis
Konstadínos Douvalídis-Ricks (en grec moderne : Κωνσταντίνος Δουβαλίδης, né le 10 mars 1987 à Dráma) est un athlète grec, spécialiste du 110 mètres haies.

## Carrière
Né d'une mère grecque dont il porte le nom et d'un père afro-américain d'Atlanta, son prénom est souvent abrégé en Kostas.
En 2007, Konstadínos Douvalídis s'impose lors des Championnats d'Europe espoirs en 13 s 49, devant le Belge Adrien Deghelt et l'Italien Emanuele Abate.
En qualifications des Jeux olympiques 2008, à Pékin, il bat le record de Grèce en 13 s 46.
En février 2012, Konstadínos Douvalídis remporte le 60 mètres haies lors des championnats de Grèce en salle, en améliorant au passage son propre record national en 7 s 63.
Lors des Jeux méditerranéens 2013 à Mersin, il remporte en 13 s 45 la médaille d'or du 110 m haies devant le Français Thomas Martinot-Lagarde. Un mois plus tard il remporte les championnats de Grèce avec un nouveau record de 13 s 34.
Le 4 juin 2015, il égale cette performance à l'occasion du meeting Areva, avant d'abaisser le record quelques jours plus tard à 13 s 33 au mémorial István-Gyulai à Székesfehérvár.

## Palmarès
| Date | Compétition                          | Lieu                               | Résultat | Épreuve     | Temps   |
| ---- | ------------------------------------ | ---------------------------------- | -------- | ----------- | ------- |
| 2003 | Fest. olympique de la jeunesse euro. | Paris                              | 3e       | 110 m haies | 13 s 75 |
| 2005 | Championnats d'Europe juniors        | Kaunas                             | 2e       | 110 m haies | 13 s 99 |
| 2006 | Championnats du monde juniors        | Pékin                              | 3e       | 110 m haies | 13 s 39 |
| 2007 | Championnats d'Europe espoirs        | Debrecen                           | 1er      | 110 m haies | 13 s 49 |
| 2012 | Championnats d'Europe                | Helsinki                           | 8e       | 110 m haies | 13 s 59 |
| 2013 | Championnats d'Europe en salle       | Göteborg                           | 7e       | 60 m haies  | 7 s 64  |
| 2013 | Jeux méditerranéens                  | Mersin                             | 1er      | 110 m haies | 13 s 45 |
| 2014 | Championnats d'Europe par équipes    | Tallinn                            | 2e       | 110 m haies | 13 s 56 |
| 2015 | Championnats d'Europe en salle       | Prague                             | 6e       | 60 m haies  | 7 s 64  |
| 2015 | Championnats d'Europe par équipes    | Heraklion                          | 1er      | 110 m haies | 13 s 58 |
| 2015 | Championnats d'Europe par équipes    | Heraklion                          | 3e       | 4 x 100 m   | 40 s 06 |
| 2017 | Championnats des Balkans en salle    | Belgrade                           | 2e       | 60 m haies  | 7 s 80  |
| 2017 | Circuit mondial en salle de l'IAAF   | Circuit mondial en salle de l'IAAF | 3e       | 60 m haies  | détails |
| 2017 | Championnats d'Europe par équipes    | Lille                              | 5e       | 110 m haies | 13 s 42 |
| 2017 | Championnats d'Europe par équipes    | Lille                              | 8e       | 4 x 100 m   | 39 s 42 |
| 2018 | Jeux méditerranéens                  | Tarragone                          | 3e       | 110 m haies | 13 s 67 |
| 2018 | Championnats des Balkans             | Stara Zagora                       | 1er      | 110 m haies | 13 s 63 |
| 2018 | Championnats des Balkans             | Stara Zagora                       | 2e       | 4 x 100 m   | 39 s 84 |
| 2019 | Championnats d'Europe en salle       | Glasgow                            | 5e       | 60 m haies  | 7 s 65  |
| 2019 | Jeux européens                       | Minsk                              | 3e       | 110 m haies | 13 s 72 |
| 2019 | Championnats d'Europe par équipes    | Bydgoszcz                          | 5e       | 110 m haies | 13 s 71 |

## Records
| Épreuve          | Performance | Lieu           | Date           |
| ---------------- | ----------- | -------------- | -------------- |
| 100 mètres       | 10 s 65     | Kavála         | 29 avril 2006  |
| 110 mètres haies | 13 s 33     | Székesfehérvár | 7 juillet 2015 |

| Épreuve         | Performance | Lieu | Date           |
| --------------- | ----------- | ---- | -------------- |
| 60 mètres haies | 7 s 59      | Metz | 9 février 2020 |